# Гінді
Гі́нді (деванагарі: हिन्दी або हिंदी, IAST: Hindī, МФА: [ˈɦɪndi] ( прослухати)) — одна з двох державних мов Індії, належить до індоіранських мов індоєвропейської мовної сім'ї. Є однією з найпоширеніших мов у світі
За даними перепису 2001 року гінді є рідною мовою для 41 % громадян Індії. Гінді 26 січня 1965 р. стала офіційною мовою Індії (нарівні з англійською). Мови гінді та урду близькі одна до одної (див. Гіндустані). Урду відрізняється більшою кількістю арабських і перських запозичень, а також тим, що використовує арабський алфавіт, тоді як традиційне письмо гінді — складову абетку деванагарі.

## Поширення
Гінді за кількістю мовців посідає п'яте місце у світі після арабської, китайської, іспанської та англійської мов.
Стаття 343 конституції Республіки Індія проголошує «гінді в писемності деванагарі» державною мовою. Урду, яка є практично тією самою мовою, що й гінді, але використовує модифіковане арабське письмо, є державною мовою Пакистану. Гінді в тому або іншому різновиді є рідною мовою приблизно для 245 млн осіб. Крім того, мовами гінді або урду розмовляють, розуміють або використовують їх як літературні мови мільйони в Пакистані, в Індії (особливо на півночі, на захід від штату Бенгал і в центральній її частині) та в середовищі вихідців з Індії, що проживають на півдні і сході Африки, на Карибських островах, Фіджі, Маврикії, в Малайзії та Індонезії. Таким чином, мовці гінді та урду є однією з найбільших груп населення у світі.
Географічні межі гінді не піддаються точному визначенню, зважаючи на існування в різних місцях перехідних і проміжних говорів, і можуть бути намічені лише в загальних рисах. Нею розмовляє майже вся північна половина Індії, від Гімалаїв на півночі до північного схилу гір Віндх'я та р. Нармади на півдні. Західна межа території гінді пролягає через Сиргінд (76°30' довг. і 30°45' широти), відокремлюючи гінді від мови панджабі і прямуючи на південний захід через пустелі Патжали і Бхавал-пура до р. Джесалміра, де вже зустрічається з мовою синдхі. Потім межа повертає на схід через місто Удайпур, стикаючись із територіями мов гуджараті та маратхі. Гінді в цих місцях сильно змішана з синдхі та гуджараті. Біля міста Індора зустрічаються всі три мови. Звідси межею на півдні служать гірські хребти Віндх'я і Шатпура майже до річки Шона, що збігається з межею до Сиргуджі, звідки прикордонна лінія через гористі області, населені коларіями й дравидами (сайталь і раджмахалі), йде до Гангу, перетинаючи його близько 87°45' довготи, і потім прямує просто на північ до Гімалаїв, відокремлюючи гінді від бенгалі. У багатьох місцях гінді так тісно зливається з іншими сусідніми новоіндійськими мовами, що не можна визначити, де закінчується одна мова й починається інша. Територія поширення гінді охоплює більш ніж 248 000 кв. миль.

## Історія
Гінді розвинулася з пракриту. Хоча згоди між дослідниками щодо часу становлення мови нема, вже наприкінці 10 ст. виникли такі діалекти, як брадж, авадгі, і, нарешті кхарі-болі. Впродовж тисячі років свого існування під впливом перської мови мусульманських правителів (часів делійського султанату та імперії Великих Моголів) мова увібрала в себе численні перські та арабські запозичення. Запозичення арабських слів відбувалося через перську вимову, тому початкова арабська вимова була втрачена. Остаточне становлення гінді як літературної мови відбулося завдяки Махавіри Прасаду Двіведі.
Після здобуття Індією незалежності гінді отримала статус державної мови. У наш час гінді є найпоширенішою мовою Індії та однією з найпоширеніших мов світу. У XX сторіччі на гінді писали свої твори відомі індійські письменники Премчанд, Нагарджун, Рамеш Бакші, Бгішам Сахні, Крішан Чандар.

## Особливості мови
Для письма використовується звичайний індійський алфавіт деванагарі, вживаний для релігійних книг; світський його різновид називається просто нагарі. Скорописна форма нагарі, якою послуговуються писарі, називається каястхі, або кайтхі; подальша його видозміна, прийнята у торговельному класі, має назву сурафі, або магаджані. Нарівні з цими тубільними системами письма вживається у індійців-магометан і арабське письмо (особливо для гіндустані).
Загальний характер мови гінді однаковий з іншими новоіндійськими мовами. У фонетичномому плані відмінна його риса — зникнення в порівнянні з санскритом цілої низки кінцевих приголосних і голосних, у морфології — відпадання синтетичної відміни та відмінювання, в словнику — велика кількість перських і арабських слів.

## Система письма
Деванагарі використовувалося спочатку для запису санскриту. Для позначення звуків гінді, яких немає у санскриті, були додані додаткові літери, що відповідали подібним звукам, але мають крапку знизу. До знайомства з європейськими мовами гінді не використовувала знаків пунктуації, окрім позначення кінця речення вертикальною рискою. Сьогодні такі знаки пунктуації як кома, знак питання, знак оклику та інші використовуються аналогічно європейським мовам.

## Діалекти
У діалектному плані гінді розпадається на західну та східну (йдеться про місцеві індоарійські діалекти, поширені в штаті Уттар-Прадеш і навколо нього); межа між ними пролягає на схід від Канпура. Східна (пурабія) гінді містить діалекти чхаттісгархі, багхелі і авадгі, або байсварі (в Аудгі); західна (пачханга) гінді підрозділяється на брадж, канауджі та бунделі, з одного боку, й діалекти району Мератха-Рохилкханда-Амбали й бангару (в околицях Делі) — з іншого.
Основним діалектом літературної гінді є кхарі болі. Він виник у XIII—XIV ст., у період мусульманського завоювання Індії. В ту епоху на всій території Індії був поширений апабхранша. Державною мовою мусульманських завойовників була перська. Основна маса завойовників розмовляла перською фарсі, арабською чи турецькою мовами. Але для спілкування з місцевими мешканцями вони вдавалися до діалекту, поширеному в районах Делі, і в розмові з місцевими мешканцями вони додавали у свою мову перські, арабські або турецькі слова. Поступово така змішана мова, в якій були перські, арабські та індійські слова, безпосередньо стала мовою спілкування між завойовниками-мусульманами та мешканцями Північної Індії. Згодом цей делійський діалект отримує назву кхарі болі.
Спочатку кхарі болі була тільки розмовною мовою. У літературі її почали застосовувати мусульманські поети. Цю літературну форму кхарі болі називають урду.
Поступово розмовна форма кхарі болі почала проникати у твори індуїстських поетів і письменників, які використовували абетку деванагарі. Так кхарі болі стає літературною мовою індусів. Ця форма
кхарі болі отримала назву кхарі болі гінді або просто гінді.
Основним діалектом групи східної гінді є авадхі. Діалектом авадхі розмовляють у районах Лакнау, Файзабада, Аллахабада, Канпура та в інших місцях.